# 如来瀬
如来瀬（にょらいせ）は、青森県弘前市の大字で、旧中津軽郡岩木町の大字。郵便番号は036-1334。

## 地理
岩木川沿い北に位置し、北は兼平、東は鳥井野、南は旧中津軽郡相馬村黒滝・五所・紙漉沢、西は国吉に接する。

### 小字
小字として大久保平・大森前・桐の木沢・才野神・四海渕・種本・玉川・堤沢・広野・山田がある。

## 歴史

### 沿革
- 1889年（明治22年） - 駒越村の大字になる。
- 1891年（明治24年） - 当時の記録では人口262、戸数36、厩24であった。
- 1955年（昭和30年） - 岩木村の大字になる。
- 1961年（昭和36年） - 岩木町大字如来瀬になる。
- 2006年（平成18年） - 弘前市への合併とともに弘前市の大字になる。

### 地名の由来
阿弥陀如来を当地で祀り、如来堂と呼ばれていたことから。

## 世帯数と人口
2017年（平成29年）6月1日現在の世帯数と人口は以下の通りである。
| 大字               | 世帯数  | 人口  |
| ------------------ | ------- | ----- |
| 如来瀬（小字全域） | 107世帯 | 301人 |

## 施設

### 工業
- 加藤建築工務所

### 公共
- 如来瀬コミュニティセンター

## 小・中学校の学区
市立小・中学校に通う場合、学区は以下の通りとなる。
| 大字   | 番地 | 小学校             | 中学校             |
| ------ | ---- | ------------------ | ------------------ |
| 如来瀬 | 全域 | 弘前市立岩木小学校 | 弘前市立津軽中学校 |

## 交通
- 弘南バス

如来瀬、大久保（弘前 - 賀田線、他）停留所。